# Куп Србије у фудбалу 2012/13.
Куп Србије у фудбалу 2012/13. је седмо такмичење организовано под овим називом од стране Фудбалског савеза Србије.

## Пропозиције такмичења
Пропозицијама завршног дела такмичења за Куп Србије у фудбалу 2011/12. донетих од стране Извршног одбора Фудбалског савеза Србије 15. јула 2009. године предвиђено је да у завршном делу такмичења учествују:
- 16 (шеснаест) клубова Суперлиге Србије,
- 18 (осамнаест) клубова Прве лиге,
- 5 (пет) клубова победника такмичења за Фудбалски куп Србије организованих у оквиру Фудбалских савеза покрајина, региона и ФС Београда.

У завршно такмичење укључују се и клубови који су у завршеном такмичењу за 2010/11. годину испали у нижи степен такмичења - Прву лигу и одговарајуће Српске лиге. На основу ових критеријума у завршно такмичење пласирало се 39 клубова, па је потребно да се одигра 7 утакмица предтакмичења да би се такмичење свело на 32 клуба учесника шеснаестине финала.

### Календар такмичења
- Претколо: 5. септембар 2012.
- Шеснаестина финала: 26. септембар 2012.
- Осмина финала: 24. октобар 2012.
- Четвртина финала: 21. новембар 2012.
- Полуфинале: 13. март 2013. (I утак.), 17. април 2013. (II утак.)
- Финале: 8. мај 2013.

## Претколо
У претколу одиграном 5. септембра 2012. гоодине су се састали победници куп такмичења по регионима и најслабије пласирана екипа из прошле сезоне у Првој лиги Србије. Игра се једна утакмица код првоименоване екипе. У случају нерешеног резултата после регуларног тока утакмице, одмах се изводе једанаестерци. Резултати постигнути након извођења једанаестераца приказани су у загради.
| Утак. | Клуб, Место                | Резултат    | Клуб, Место             |
| ----- | -------------------------- | ----------- | ----------------------- |
| 1.    | Ковачевац, Ковачевац       | 1:0         | Млади радник, Пожаревац |
| 2.    | Тимок, Зајечар             | 2:1         | Синђелић, Ниш           |
| 3.    | Јединство Путеви, Ужице    | 0:1         | Колубара, Лазаревац     |
| 4.    | Дунав, Стари Бановци       | 3:1         | Банат, Зрењанин         |
| 5.    | Трепча, Косовска Митровица | 0:0 (13:14) | Младеновац, Младеновац  |
| 6.    | Раднички, Сомбор           | 0:3         | Нови Сад, Нови Сад      |
| 7.    | Чукарички, Београд         | 2:1         | Срем, Сремска Митровица |

## Шеснаестина финала
Жреб парова шеснаестине финала Купа Србије у сезони 2012/13. обављен је 13. септембра 2012. у просторијама Спортског центра Фудбалског савеза Србије, у Старој Пазови. (Уместо Смедерево играо је ЖФК Смедерево.)
Сви мечеви одиграни су 26. септембра 2012. године. Према пропозицијама такмичења, уколико се утакмица заврши нерешеним резултатом, одмах ће се изводити једанаестерци. Резултати постигнути након извођења једанаестераца приказани су у загради.
| Утак. | Клуб, Место                           | Резултат  | Клуб, Место                     |
| ----- | ------------------------------------- | --------- | ------------------------------- |
| 1.    | OФК Београд, Београд                  | 5:0       | Слога, Краљево                  |
| 2.    | Партизан, Београд                     | 4:1       | Пролетер, Нови Сад              |
| 3.    | Слобода Поинт, Ужице                  | 0:1       | Инђија, Инђија                  |
| 4.    | Борац, Чачак                          | 0:0 (5:4) | Колубара, Лазаревац             |
| 5.    | Младеновац, Младеновац                | 0:1       | Спартак Златибор вода, Суботица |
| 6.    | Телеоптик, Београд                    | 0:0 (7:8) | Јавор, Ивањица                  |
| 7.    | Младост, Лучани                       | 2:2 (2:4) | Нови Пазар, Нови Пазар          |
| 8.    | Ковачевац, Ковачевац                  | 2:4       | Хајдук, Кула                    |
| 9.    | Раднички, Ниш                         | 1:2       | Црвена звезда, Београд          |
| 10.   | Војводина, Нови Сад                   | 1:0       | Доњи Срем, Пећинци              |
| 11.   | Нови Сад, Нови Сад                    | 1:0       | Раднички 1923, Крагујевац       |
| 12.   | ФК Тимок, Зајечар                     | 0:2       | Рад, Београд                    |
| 13.   | ФК Бежанија, Београд                  | 0:2       | Јагодина, Јагодина              |
| 14.   | Спортско Друштво Дунав, Стари Бановци | 2:1       | Металац, Горњи Милановац        |
| 15.   | ФК Чукарички, Београд                 | 1:0       | БСК Борча, Београд              |
| 16.   | Смедерево, Смедерево                  | 0:0 (5:4) | Напредак, Крушевац              |

## Осмина финала
Жреб парова осмине финала Купа Србије у сезони 2012/13. обављен је 4. октобра 2012. у просторијама Спортског центра Фудбалског савеза Србије, у Старој Пазови.
Сви мечеви одиграни су 24. октобра 2012. године, осим утакмице Партизан - Борац Чачак која је била заказана за 31. октобар. Према пропозицијама такмичења, уколико се утакмица заврши нерешеним резултатом, одмах ће се изводити једанаестерци. Резултати постигнути након извођења једанаестераца приказани су у загради.
| Утак. | Клуб, Место                     | Резултат  | Клуб, Место              |
| ----- | ------------------------------- | --------- | ------------------------ |
| 1.    | Партизан, Београд               | 1:2       | Борац, Чачак             |
| 2.    | Јавор, Ивањица                  | 7:2       | Смедерево, Смедерево     |
| 3.    | Хајдук, Кула                    | 0:2       | Црвена звезда, Београд   |
| 4.    | Инђија, Инђија                  | 2:3       | OФК Београд, Београд     |
| 5.    | Нови Пазар, Нови Пазар          | 0:1       | Рад, Београд             |
| 6.    | Спартак Златибор вода, Суботица | 0:0 (8:7) | Металац, Горњи Милановац |
| 7.    | Јагодина, Јагодина              | 1:0       | Нови Сад, Нови Сад       |
| 8.    | Чукарички, Београд              | 0:1       | Војводина, Нови Сад      |

## Четвртфинале
Жреб парова четвртине финала Купа Србије у сезони 2012/13. обављен је 2. новембра 2012. у просторијама Спортског центра Фудбалског савеза Србије, у Старој Пазови.
Сви мечеви одиграни су 21. новембра 2012. године. Према пропозицијама такмичења, уколико се утакмица заврши нерешеним резултатом, одмах ће се изводити једанаестерци. Резултати постигнути након извођења једанаестераца приказани су у загради.
| Утак. | Клуб, Место                     | Резултат  | Клуб, Место          |
| ----- | ------------------------------- | --------- | -------------------- |
| 1.    | Црвена звезда, Београд          | 1:3       | OФК Београд, Београд |
| 2.    | Рад, Београд                    | 0:1       | Јагодина, Јагодина   |
| 3.    | Спартак Златибор вода, Суботица | 1:1 (4:6) | Војводина, Нови Сад  |
| 4.    | Борац, Чачак                    | 0:0 (4:5) | Јавор, Ивањица       |

## Полуфинале

### Прва утакмица
| Војводина  | 1 : 0 | ОФК Београд |
| ---------- | ----- | ----------- |
| Оумару 71’ |       |             |

| Јавор          | 1 : 0 | Јагодина |
| -------------- | ----- | -------- |
| Стојаковић 54’ |       |          |

### Друга утакмица
| ОФК Београд | 1 : 1 | Војводина  |
| ----------- | ----- | ---------- |
| Мијић 54’   |       | Радоја 61’ |

| Јагодина                                                     | 4 : 1 | Јавор          |
| ------------------------------------------------------------ | ----- | -------------- |
| Гогић 13’ · Влашић (а.г.) 22’ · Стојановић 33’ · Леповић 60’ |       | Момчиловић 19’ |

## Финале
| Јагодина  | 1 : 0 | Војводина |
| --------- | ----- | --------- |
| Ђурић 15’ |       |           |

| Победник Купа Србије у фудбалу 2012/13. |
| --------------------------------------- |
| ФК Јагодина 1. титула                   |